# Diego Ramón Sarrió Cucarella

Bischofswappen von Diego Sarrió Cucarella

Diego Ramón Sarrió Cucarella MAfr (* 20. Juli 1971 in Gandia) ist ein spanischer Ordensgeistlicher und römisch-katholischer Bischof von Laghouat in Algerien.

## Leben
Diego Ramón Sarrió Cucarella wurde als jüngstes von vier Kindern eines Bäckers geboren und wuchs in seiner Geburtsstadt am Mittelmeer auf. Im Alter von 13 Jahren zog er mit seiner Familie nach Valencia. Er trat der Ordensgemeinschaft der Weißen Väter bei und studierte Philosophie an der theologischen Fakultät in Madrid sowie Theologie an der Tangaza University in Nairobi. Am 2. Juni 2001 empfing er das Sakrament der Priesterweihe.
Nach der Priesterweihe war er bis 2003 Mitarbeiter des Kultur- und Dokumentationszentrums der Sahara in Ghardaia. Anschließend studierte er von 2004 bis 2006 in Rom Islamwissenschaft am Päpstlichen Institut für Arabische und Islamische Studien (PISAI) und erwarb das Lizenziat. Von 2006 bis 2009 leitete er die Diözesanbibliothek des Erzbistums Tunis. Von 2009 bis 2013 studierte er an der Georgetown University in Washington, D.C. und wurde in Islamwissenschaft promoviert. Von 2014 bis 2017 war er Direktor und anschließend bis 2024 Präsident des PISAI in Rom. Außerdem hatte er einen Lehrauftrag für islambezogene Themen an der Päpstlichen Lateranuniversität und war Konsultor des Dikasteriums für den Interreligiösen Dialog.
Papst Franziskus ernannte ihn am 25. Januar 2025 zum Bischof von Laghouat. Der Pro-Präfekt des Dikasteriums für die Evangelisierung, Luis Antonio Kardinal Tagle, spendete ihm am 19. März desselben Jahres im Petersdom die Bischofsweihe. Mitkonsekratoren waren Kurienkardinal Francesco Coccopalmerio und der Sekretär des Dikasteriums für die Evangelisierung, Erzbischof Fortunatus Nwachukwu. Die Amtseinführung im Bistum Laghouat fand am 16. Mai 2025 statt.